# Clan
Un clan es un grupo de personas unidas por lazos de parentesco y ascendencia, vinculado por la percepción de ser descendientes de un ancestro común. La denominación proviene del gaélico clan, que significa "hijo" o "descendiente". En algunos lugares, como la Escocia antigua, designaba al conjunto de miembros de los distintos grupos familiares. El término pasó al inglés hacia 1425 para denominar las organizaciones tribales de Irlanda y Escocia.

## Relaciones de parentesco
El ancestro común del clan podía ser real o mitológico, humano o no, y en ese caso se habla de un tótem animal o de una planta. Incluso cuando los verdaderos linajes no se conocen realmente, los miembros del clan reconocen a un padre fundador, símbolo de la unidad del clan. En general, el parentesco difiere de las relaciones biológicas, ya que también envuelve la adopción, el matrimonio y lazos genealógicos convencionales e, incluso, ficticios. En palabras de Marshall Sahlins, el clan es una unidad de descendencia común más "putativa" que "demostrable". Los clanes pueden ser matrilineales, patrilineales o cognáticos.
Aunque se trata de un concepto relacionado con las categorías de parentesco tribal, no es totalmente equivalente a tribu, estando más vinculado al concepto de linaje, tutelado por un espíritu ancestral. El vínculo del clan puede estar tan ampliamente arraigado, que determina relaciones especiales con todas las personas del mismo, aunque estén fuera del ámbito territorial propio, incluso aunque habiten a gran distancia y nunca hayan tenido  previamente contacto entre sí.

## Organización del clan
La organización político-social de los clanes es diversa, pues en sí mismo el clan no la condiciona. Al contrario, es la organización tribal la que determina aquella, de forma que se pueden encontrar ejemplos de clanes que se organizan como tribus segmentarias, es decir, tribus de carácter poco evolucionado, fragmentadas social y políticamente, sin diversificación económica; y, junto a ellas, clanes que son verdaderas organizaciones casi estatales, denominadas "cacicatos". Los cacicatos son organizaciones cerradas y  estratificadas, aunque en ningún caso es una sociedad de clases. Uno de los tipos más llamativos de organización tribal caciquil es el denominado "Clan cónico", fuertemente jerarquizado y teóricamente patrilineal (aunque cognático "de hecho"), típico de Polinesia, aunque extendido por Asia y África.
Un modelo bien diferenciado es el llamado "Clan territorial", descrito por primera vez en las tierras altas de Nueva Guinea, de carácter exógamo y patrilineal, que se reconoce en un territorio definido, dentro del cual reside la mayoría de sus miembros. Los clanes de este tipo se unen con otros clanes relacionados de la misma región, formando una fratría, que opera unitariamente hacia el exterior pero que puede contener conflictos guerreros en su interior. En este tipo de organización tribal, se opera una llamativa diferenciación entre clan y linaje, teniendo este último un carácter más biológico. 
Sin embargo, la forma prototípica de clan, extendido por todos los continentes, es el llamado "Clan disperso", que corresponde con la clásica definición de Meggitt, como "unidad superior de parentesco de la estructura tribal". No conforma un grupo que actúa coordinadamente, sino más bien una "categoría" de personas que comparten ascendencia pero no actúan como colectividad. Son de linajes igualitarios, exógamos e, indistintamente, patri o matrilineales. Al contrario que en los ejemplos anteriores, el clan disperso no tiene un carácter político, aunque cumple determinadas funciones de este tipo. Se corresponde siempre con "tribus segmentarias".

## Clanes en el mundo

### Europa

#### Celtas
En los países europeos de influencia celta, especialmente en Escocia y anteriormente en Irlanda, un clan designa una familia o un grupo de individuos con vínculos familiares muy fuertes que viven bajo el liderazgo de un líder particular, llamado jefe o caudillo. El término proviene de la palabra gaélica escocesa clannad que significa familia. Sin embargo, en Irlanda la palabra clann en irlandés (gaélico irlandés) significa hijos de una familia, y muy raramente clan.

#### Escocia
En Escocia, la mayoría de los miembros de un mismo clan tienen el mismo nombre, a veces precedido por la palabra Mac o Mc (es decir, "hijo de"): MacDonald o McDonald, MacGregor, MacIntosh, MacKenzie, McLeod, etc. (precedido en Irlanda por la palabra O', es decir "descendiente de": O'Brien, O'Connor, O'Donnell, etc.). Cada clan escocés también tiene septs, es decir grupos familiares que llevan un nombre distinto al del clan, pero que sin embargo pertenecen a él.
Los clanes están asociados, en particular, a un tartán (colores y diseños particulares de la vestimenta tradicional), a un lema y a una insignia vegetal, a menudo con un significado mágico, que se lleva en una pica o en una gorra (todos los MacDonald llevaban brezo). Los clanes se caracterizaban por la posesión colectiva de un territorio administrado por el jefe del clan en beneficio de todos los miembros
Los clanes finalmente desaparecieron cuando el estilo de vida inglés penetró en las Tierras Altas: el gobierno británico hizo todo lo posible para destruirlos después de las rebeliones jacobitas de 1715 y 1745.
Ejemplos de clanes escoceses: clan Anderson, clan Arthur, clan MacGregor, clan MacIntosh, clan MacKenzie, clan MacLeod, clan Forbes, clan Campbell, clan Macfie, clan Donald, clan Lamont, clan MacDonald de Dunnyveg, clan Macdonald de Clanranald, clan MacDougall, clan MacRuari, Clan Maclean, Clan Ramsay.

#### Irlanda
En Irlanda se desarrolló un sistema de clanes menos centralizado Después de la Reconquista de Irlanda por los Tudor en el siglo XVI, el sistema formal de clanes celtas desapareció con la huida de los jefes hereditarios celtas a los países católicos de Europa. Ahora hablamos sólo poéticamente, por ejemplo, de un clann Dalaigh (clan O'Daly en inglés) para los descendientes de un antepasado lejano de Dalach. Sin embargo, hay intentos de restablecer oficialmente el antiguo orden.
Clanes irlandeses: Senchus fer n-Albán, Clan Sweeney, Doherty, Cenél nÓenguso, Clan Cholmáin, Clan McQuillan, Clan Kennedy.

#### Polonia
A diferencia del clan escocés, el clan polaco no hace referencia a consanguinidad y territorialidad, sino a pertenencia a un mismo grupo de caballeros.
La documentación conservada sobre la historia social de la Polonia medieval no es rica y la investigación genealógica es muy insatisfactoria para el siglo XII y desaparece en el siglo XI. (Con excepción de los relativos a la dinastía gobernante Piast). Sabemos, por otra parte, que desde el siglo XII al XIV, todos los miembros del clan de caballería polaco medieval compartían los mismos emblemas arméricos en el escudo y el grito de guerra. Este grito, que sirvió para reunir a las tropas bajo un mismo estandarte de linaje, era también el nombre del clan. Los clanes más grandes incluían más de diez ramas familiares repartidas por varias provincias de Polonia. Los nombres de estos grandes clanes derivaban de los nombres de feudos o apodos de señores y la mayoría de las veces procedían de las familias más ricas. Así, en el siglo XIV el escudo de armas de Doliwa abarcaba cuatro ramas en la Gran Polonia, tres en Kujavia y al menos dos ramas en Mazovia y Pequeña Polonia, todas ocupando aproximadamente la misma posición social. El número de miembros del clan y su posición social y política diferían mucho. En ese momento, el clan incluía a aristócratas y sus familias junto con familias menos ricas, incluso oscuras. Los miembros más ricos de un clan estaban vinculados a los más pobres por el principio de solidaridad y protección. Así, el clan noble en Polonia hereda el linaje aristocrático, pero representa una nueva respuesta a las necesidades de solidaridad política y jurídica de los caballeros, para quienes, junto con los lazos de sangre, se crearán fraternidades más o menos artificiales.
En el siglo XV se mencionan en los textos de la época más de doscientos clanes armados.
Con el tiempo, la coherencia y solidaridad de los clanes se fue relajando, debido a la formación de comunidades territoriales de nobleza independientes de las comunidades armerías. También la multiplicación y dispersión de familias individuales en el creciente territorio del Estado contribuyó a debilitar los vínculos. En el nuevo terreno, las familias buscaron nuevo apoyo, a veces de dignatarios locales con escudos de armas extranjeros, a veces de nobles vecinos. Este fenómeno apareció a mediados del siglo XV y la creciente oposición entre la nobleza y los grandes señores demostró sin duda la desintegración de las antiguas estructuras.
La estructura de la caballería polaca basada en clanes naturales sirvió de modelo para un pequeño número de clanes artificiales que agrupaban, por ejemplo, familias de antiguos orígenes prusianos que llegaron en masa a Polonia (el clan Prus), o incluso familias burguesas ennoblecidas incluso de diferentes ciudades (el clan Trąby). Clanes de este tipo ocupaban la misma posición en la sociedad caballeresca polaca.
Los clanes de caballeros polacos más antiguos son: Ciołek, Świnka, Gryf, Doliwa, Leliwa, Topór, Rola, Abdank, Jastrzębiec, Pobóg, Dołęga, Lis, Kościesza, Prus, Mądrostki, Ogończyk.

#### Bélgica
En Bruselas, desde la Edad Media hasta la Revolución Francesa, existieron siete clanes o linajes, cuyos miembros tenían el control exclusivo de los puestos de liderazgo civil, militar y económico de la ciudad.

#### Italia, Balcanes y Córcega
Desde la Antigüedad, la organización política basada en un número limitado de familias patricias, o gentes, que existió en la República romana, se ha encontrado en las ciudades de la Edad Media, especialmente en las repúblicas italianas (como Génova).
En los Balcanes, la herencia iliria y dacia ha continuado hasta el día de hoy a través de clanes entre un gran número de montenegrinos, albaneses, serbios o valacos, por ejemplo.
En Córcega, el clan designa la organización jerárquica de base familiar que permite, mediante un intercambio de servicios primero militares y luego políticos, obtener ventajas de todo tipo.
El término clan puede referirse de manera más amplia a un grupo posiblemente unido por vínculos de sangre, generalmente en un sentido peyorativo. Son núcleos mafiosos en el sur de Italia, en los Balcanes, en particular en Albania y Montenegro.

#### Hungría
- Kán

#### Islandia
- Goði

#### Chechenia
- Teip
- Tukjum

### Asia

#### Kazajistán
Los Argyns (kazajo: Арғын) son un clan kazajo. Generalmente se considera que los argyn contemporáneos son descendientes de los nómadas conocidos como basmals y se dice que ambos nombres significan "tribu mixta". Los argyn forman parte del jüz medio (en kazajo: Орта жыз), del cual representan a la mayoría de los individuos, lo que explica que la palabra Argyn acabó designando al jüz medio.
Hay evidencia de orígenes mixtos de los Argyn. Estos se pueden dividir en tres hechos. En primer lugar, mientras que los argyn contemporáneos hablan kazajo, se sabía que los basmal tenían su propio idioma. En segundo lugar, los argyn parecen estar genéticamente relacionados con los pueblos del Cáucaso y diferentes de la mayoría de los kazajos. En tercer lugar, los orígenes de los basmal se ubicaron en el oeste de China, en una región que todavía alberga minorías kazajas.

#### India/Pakistán
- Sakia
- Cheema

#### Indonesia
En Indonesia, determinadas poblaciones tienen una sociedad organizada en clanes. El ejemplo más conocido es el de los batak del norte de Sumatra. En la sociedad Batak, un clan, o marga, reúne a los descendientes de un mismo antepasado. Otro ejemplo es la sociedad minangkabau en la provincia de Sumatra Occidental, donde la gente tiene un suku o nombre de clan. Llevamos el nombre del suku de nuestra madre. La sociedad Minangkabau es de hecho matrilineal. En el país de Lampung, en el sur de Sumatra, están oficialmente reconocidos 84 clanes vinculados a un territorio.

### Américas
Un caso particular es el de las poblaciones indígenas amerindias o de determinadas poblaciones cimarrones (descendientes de esclavos fugados, como entre los Ndjukas, por ejemplo, donde el clan también es matrilineal), los sistemas de clanes siguen vigentes.
- clanes iroqueses
- Clanes Lakota: Siux oglala, Brulés, Sans-Arcs, Hunkpapa, Miniconjous.

### África

#### Reino de Loango
- Reino de Loango

Clan Kondi, Clan Nkata, Clan Tchiali, Clan Boulolo, Clan Tchidinka, Clan Nzemba y Bouvandji.

#### Somalia
Los clanes y subclanes somalíes son agrupaciones agnáticas familiares y políticas, cuya organización está vinculada a la de los derechos territoriales. Su listado varía según las fuentes, las primeras listas o taxonomías se remontan al menos al siglo XIX.
Estos grupos suelen dividirse en cinco “confederaciones” relacionadas pero autónomas y cuya clasificación es sólo indicativa y no normativa, a las que se añaden los grupos “no somalíes”. En otros casos, se considera que el gran grupo somalí está dividido en tres grandes grupos (Darod, Irir y Saab), subdivididos a su vez en tribus, clanes y subclanes.
El antropólogo británico Ioan Myrddin Lewis insistió, desde los años 1960, en la organización de la sociedad somalí en familias de clanes, clanes, subclanes y linajes4. Desde la década de 1990, este “paradigma de clan” ha sido cuestionado por ciertos investigadores en favor de un “paradigma de clase” para describir la sociedad somalí.
La mitología propone una genealogía que desciende todos los somalíes de Hill, padre de Samaale y Sab, que serían los antepasados respectivamente de los criadores nómadas (reer nugul) y de los agropastores (reer godeed).
No existe una lista completa de los clanes somalíes, que están en constante evolución.